# 科斯特卡山
科斯特卡山（英語：Mount Kostka），是南極洲的山峰，位於維多利亞地的彭內爾海岸，處於薩德爾峰東南面6公里的濟科夫冰川西岸，海拔高度1,210米，現時由南極條約體系管理。